# Teebesen

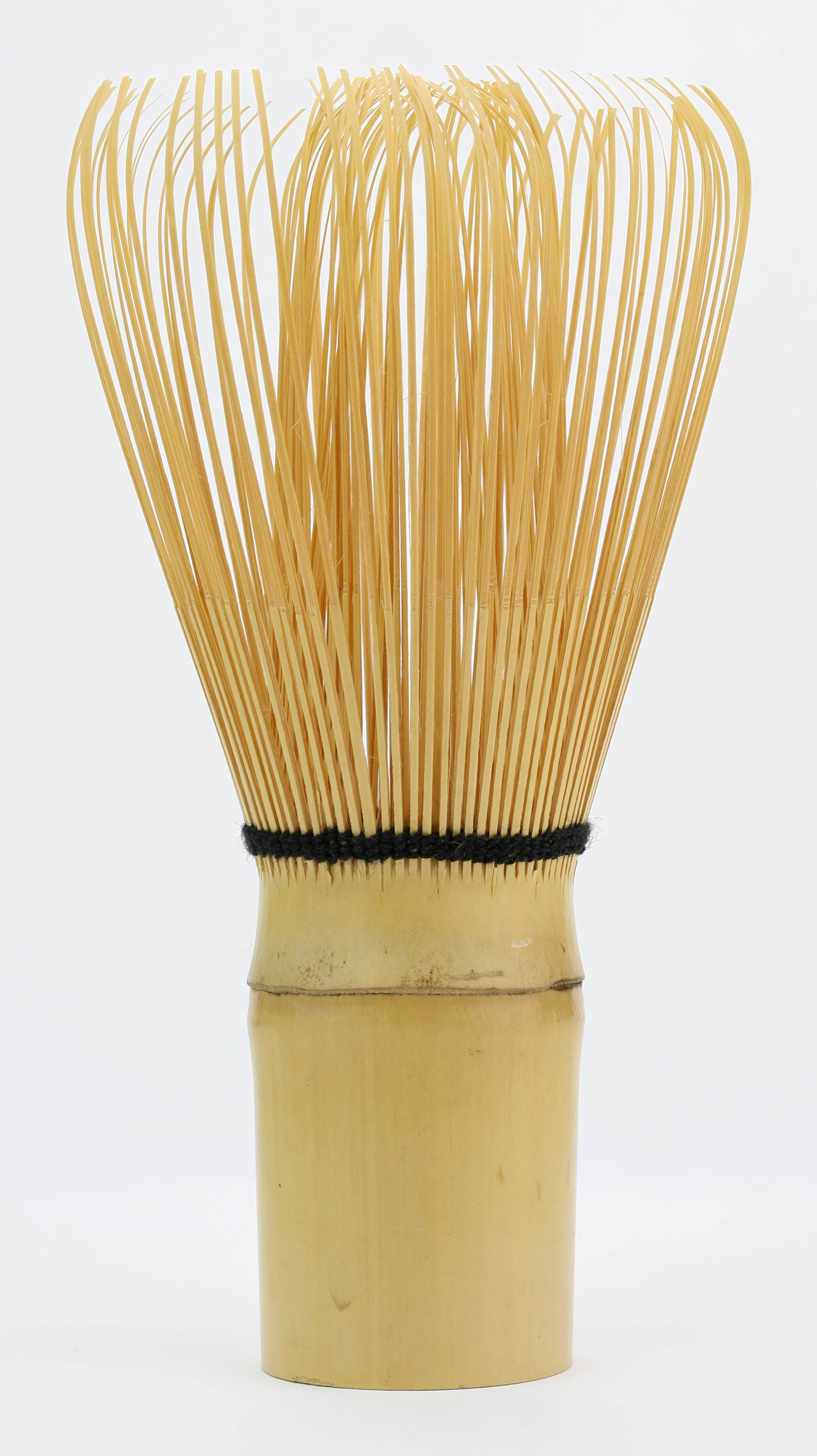
Der japanische Teebesen „Chasen“

Der Teebesen (jap. 茶筅, Chasen) ist ein Bambusrührer zum Zubereiten japanischer Teesorten wie Matcha mit 60 bis 130 Borsten.

## Herstellung
Teebesen werden in Handarbeit hergestellt. Dazu wird dreijähriger Bambus im Winter geschnitten und für ein Jahr gelagert sowie getrocknet. Vom weichen biegsamen Bambus werden etwa faustbreite Stücke abgeschnitten, eine Hälfte wird vorsichtig geschält und damit weicher gemacht, anschließend werden  die ersten Borsten mit einem speziellen Messer geschnitten, je nach Dicke des Holzes zwischen zwölf und 24. Dann werden die Borsten nach außen gebogen und abermals der Länge nach am Rand eingeschnitten, um den Innenteil zu entfernen. Nun werden die Borsten abermals mehrfach eingeschnitten und vorsichtig voneinander getrennt, sodass feine Borsten entstehen, die in Wasser eingeweicht werden. Die Borsten werden so abgeschabt, dass sie ideal zum Quirlen geeignet sind. Mit einem Draht werden die äußersten Borsten miteinander verbunden und stabilisiert, danach wiederholt man dies nochmals, um eine gute Stabilität zu gewährleisten.
Für die Wahl des Besens gilt: Je mehr Borsten, desto feiner der Schaum.

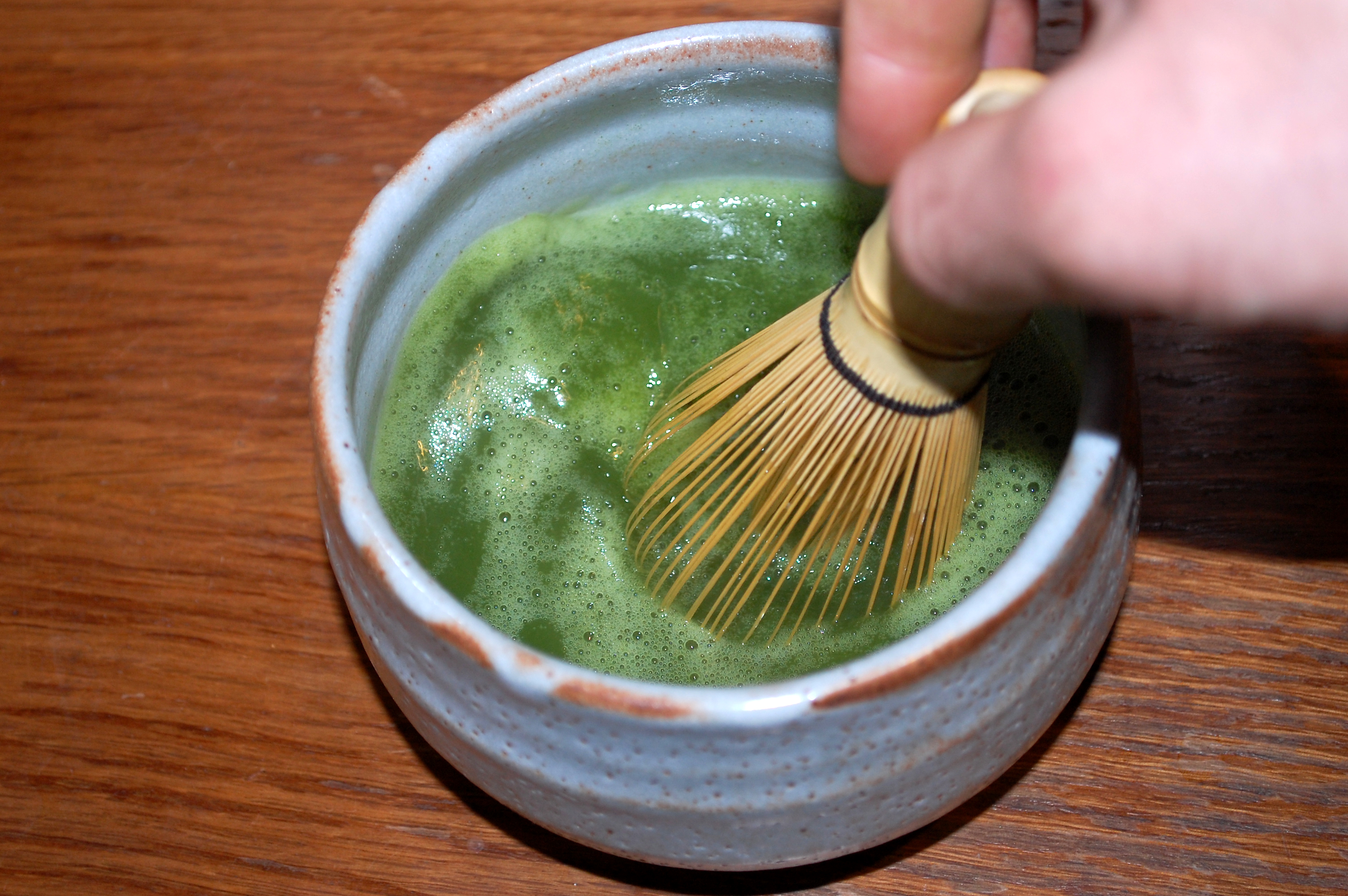
Aufschäumen von Matcha-Tee mit einem Teebesen

## Verwendung
Der Chasen wird beispielsweise zum traditionellen Aufschäumen des Matcha-Tees zusammen mit einer Teeschale verwendet, damit dieser sein volles Aroma entfalten kann. Seine Verwendung vermeidet eine Klümpchenbildung, die mit einem Löffel entstehen kann. Anwendung findet er vor allem bei der traditionellen Japanischen Teezeremonie.

## Reinigung
Nach Gebrauch wird der Teebesen mit klarem Wasser gespült, abgetropft, und an der Luft getrocknet, um Schimmelbildung zu vermeiden. Alternativ kann man klares, lauwarmes Wasser „aufschlagen“, als würde man Matcha zubereiten.